# Lissamphibia (classification phylogénétique)

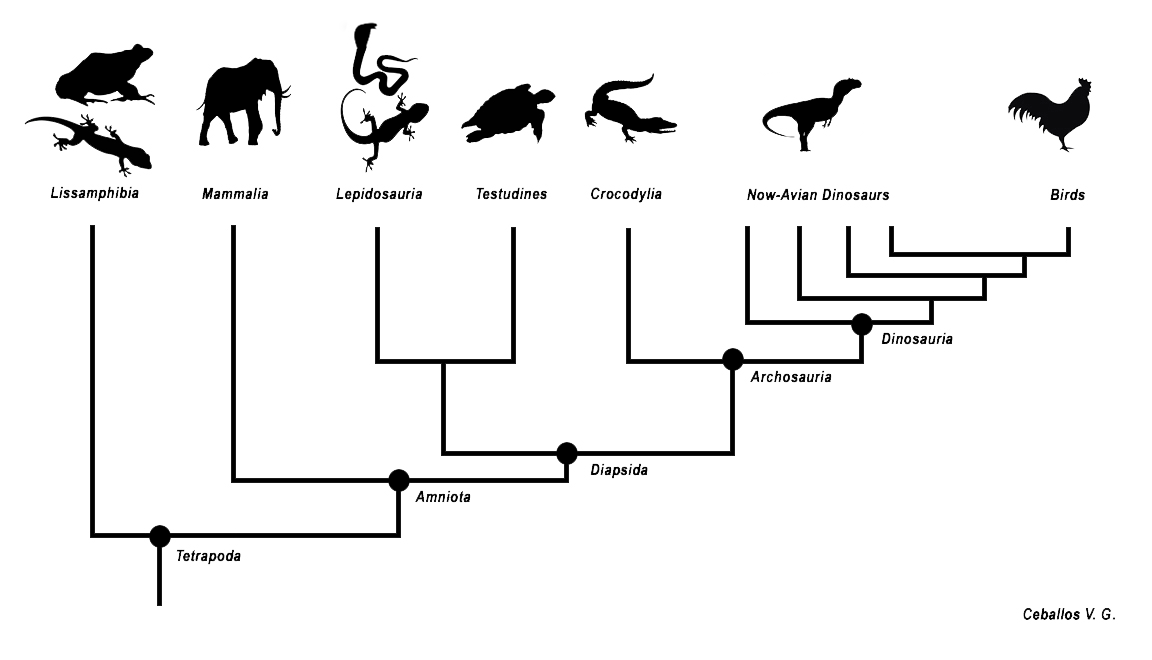
Cladogramme des tétrapodes illustrant la position phylogénétique des lissamphibiens.

Cette page a pour objet de présenter un arbre phylogénétique des Lissamphibia (Lissamphibiens, ou Amphibiens actuels), c'est-à-dire un cladogramme mettant en lumière les relations de parenté existant entre leurs différents groupes (ou taxa), telles que les dernières analyses reconnues les proposent. Ce n'est qu'une possibilité, et les principaux débats qui subsistent au sein de la communauté scientifique sont brièvement présentés ci-dessous, avant la bibliographie.

## Arbre phylogénétique
Le cladogramme présenté ici ne possède qu'une valeur indicative. Il n'est pas forcément consensuel, et on peut toujours se référer à la bibliographie au bas de l'article.
Le symbole ▲ renvoie à la partie immédiatement supérieure de l'arbre phylogénétique du vivant. Le signe ► renvoie à la classification phylogénétique du groupe considéré. Tout nœud de l'arbre portant plus de deux branches montre une indétermination de la phylogénie interne du groupe considéré.
Les habitudes typographiques des botanistes et des zoologistes sont différentes. Ici, par commodité de lecture, et certains groupes actuels relevant des deux domaines traditionnels, les noms de taxons supérieurs au genre sont tous écrits en caractères droits, les noms de genres ou d'espèces en italiques.
À la suite d'un taxon, sa période d'apparition, quand elle est connue, peut être indiquée suivant la légende suivante :
(Plé) : Pléistocène ; (Pli) : Pliocène ; (Mio) : Miocène ; (Oli) : Oligocène ; (Éoc) : Éocène ; (Pal) : Paléocène ; (Cré) : Crétacé ; (Jur) : Jurassique ; (Tri) : Trias ; (Per) : Permien ; (Car) : Carbonifère ; (Dév) : Dévonien ; (Sil) : Silurien ; (Ord) : Ordovicien ; (Camb) : Cambrien ; (Edi) : Édiacarien. Pour plus de précision si possible, (-) : inférieur ; (~) : moyen ; (+) : supérieur.

```
▲

└─o 
Lissamphibia
 ou 
Amphibia
 
s.s.

  ├─o 
Gymnophiona

  │ └─o 
Apoda

  └─o
    ├─o 
Allocaudata
 (éteint)
    └─o 
Batrachia

      ├─o 
Caudata

      │ └─o 
Urodela

      │   ├─o 
Cryptobranchoidei

      │   └─o 
Diadectosalamandroidei

      └─o 
Salientia

        └─o 
Anura

          ├─o 
Leiopelmatidae

          └─o 
Lalagobatrachia

            ├─o 
Xenoanura
 ou 
Pipoidea

            └─o 
Sokolanura

              ├─o 
Costata

              └─o 
Acosmanura

                ├─o 
Anomocoela

                └─o 
Neobatrachia

                  ├─o 
Heleophrynidae

                  └─o 
Phthanobatrachia

                    ├─o 
Ranoides

                    └─o 
Hyloides
```

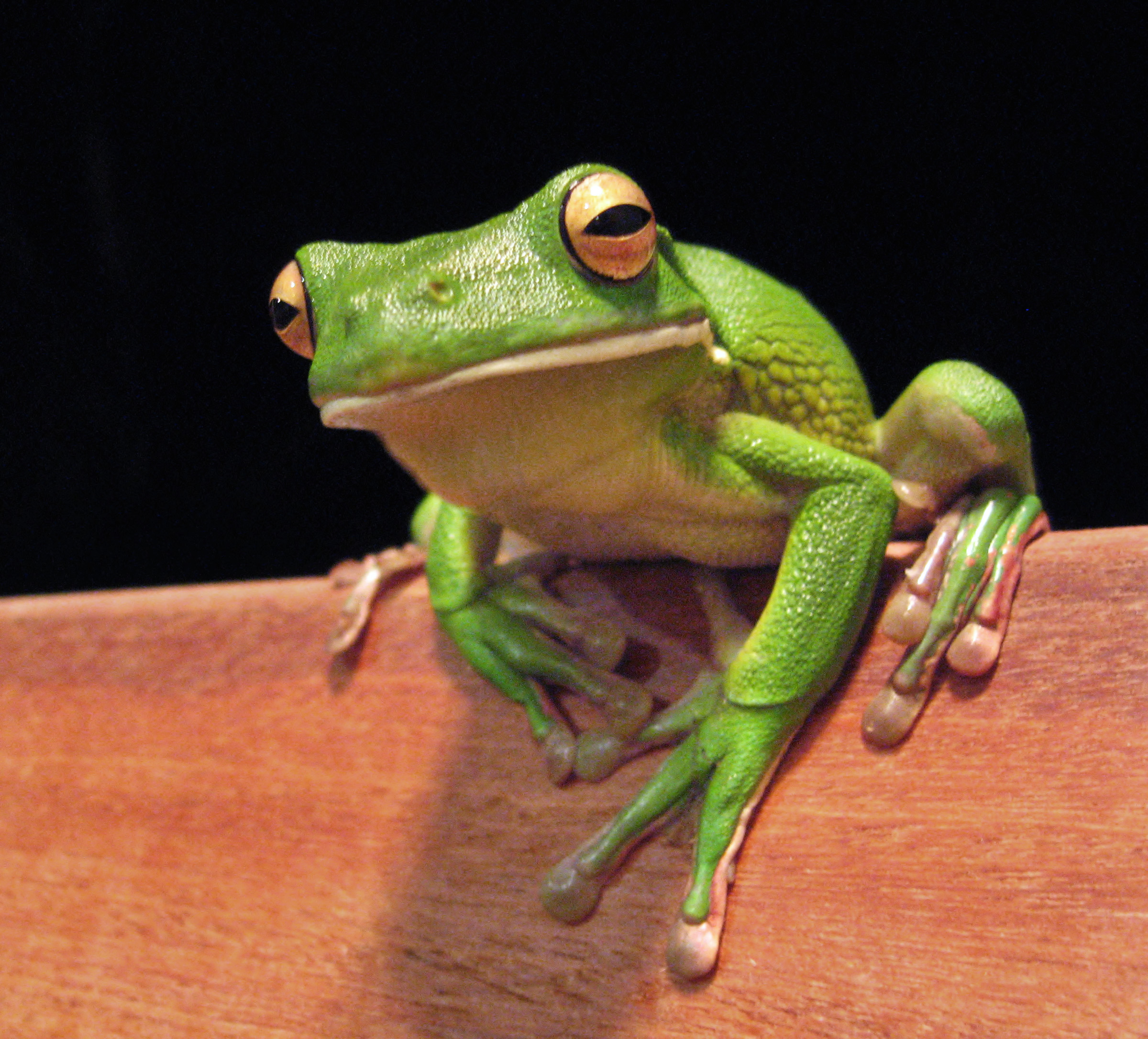
Litoria infrafrenata (Hylidae)
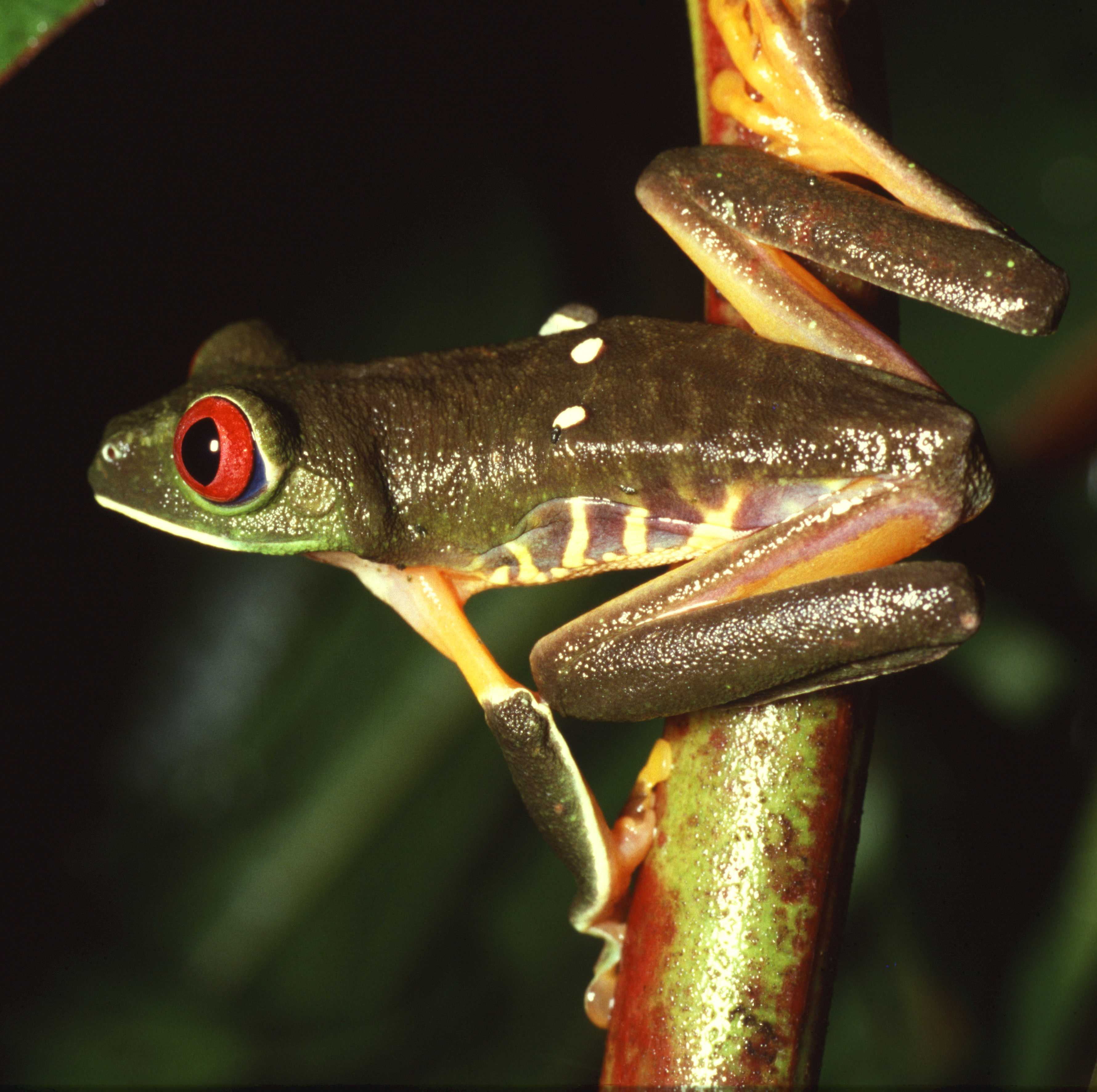
Agalychnis callidryas (Hylidae)
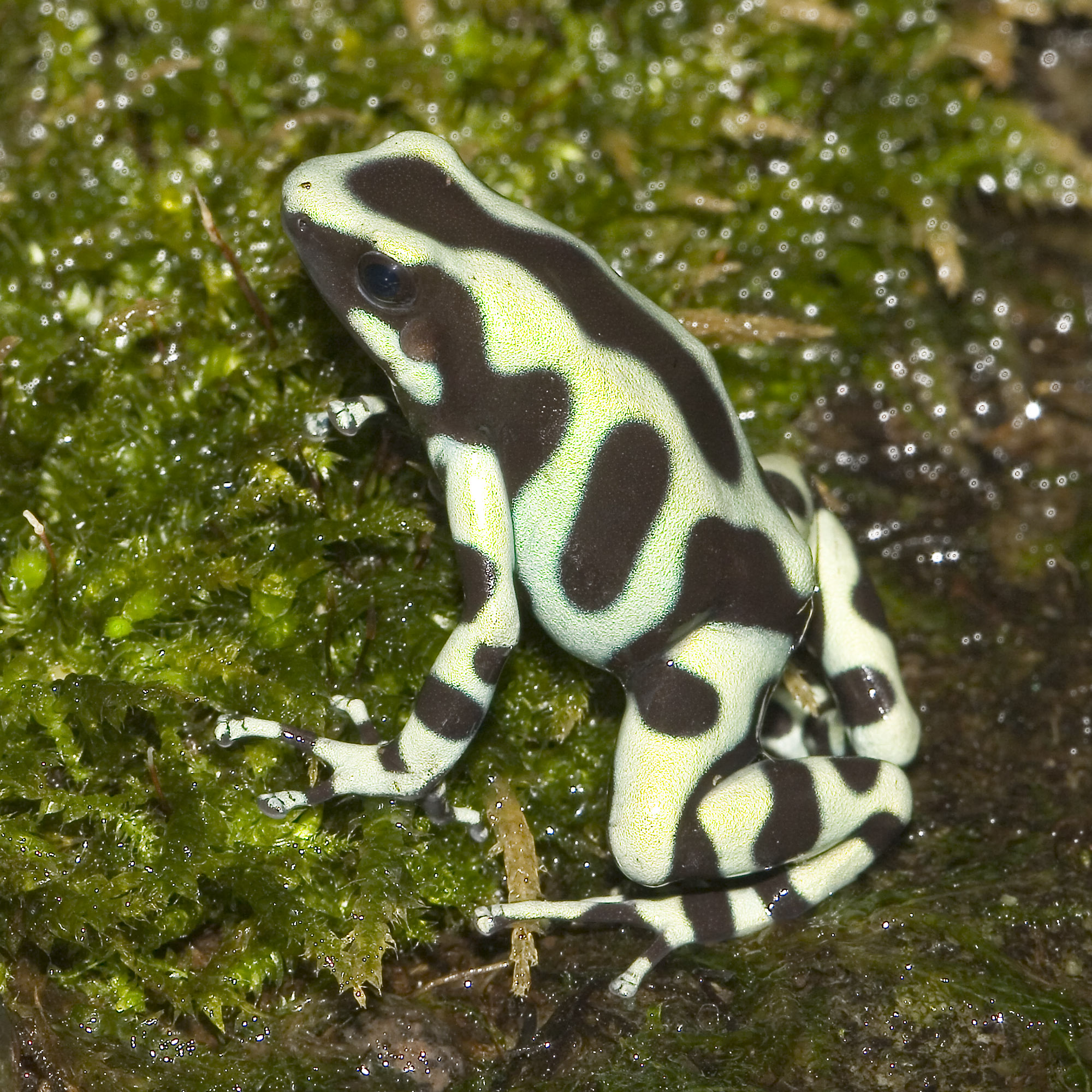
Dendrobates auratus (Dendrobatidae)
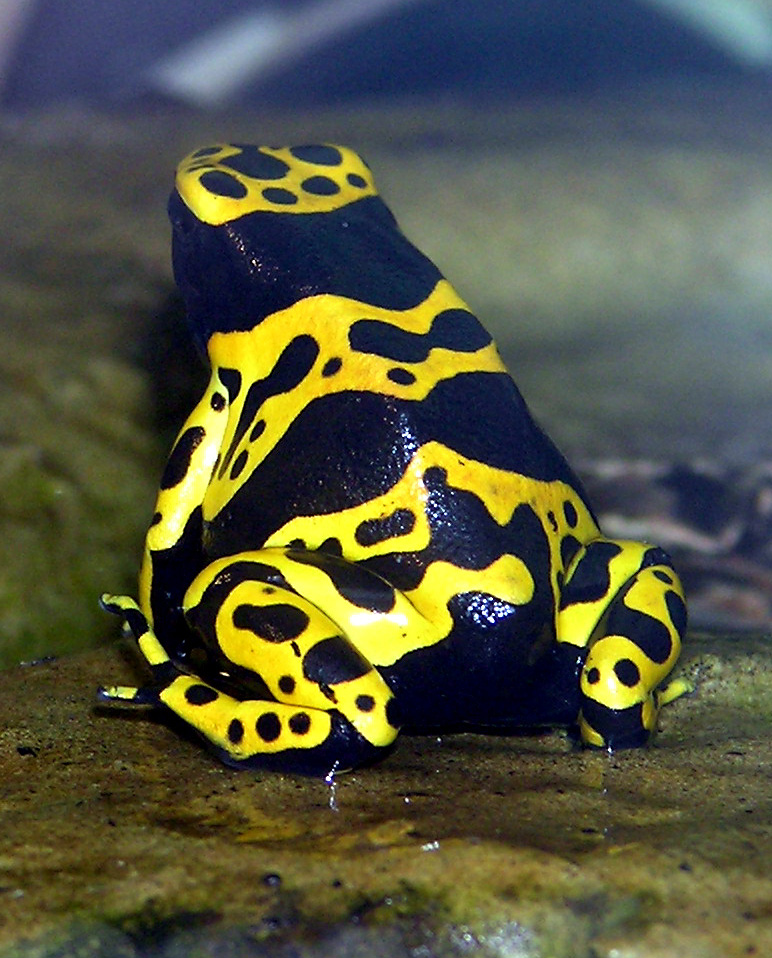
Dendrobates leucomelas (Dendrobatidae)
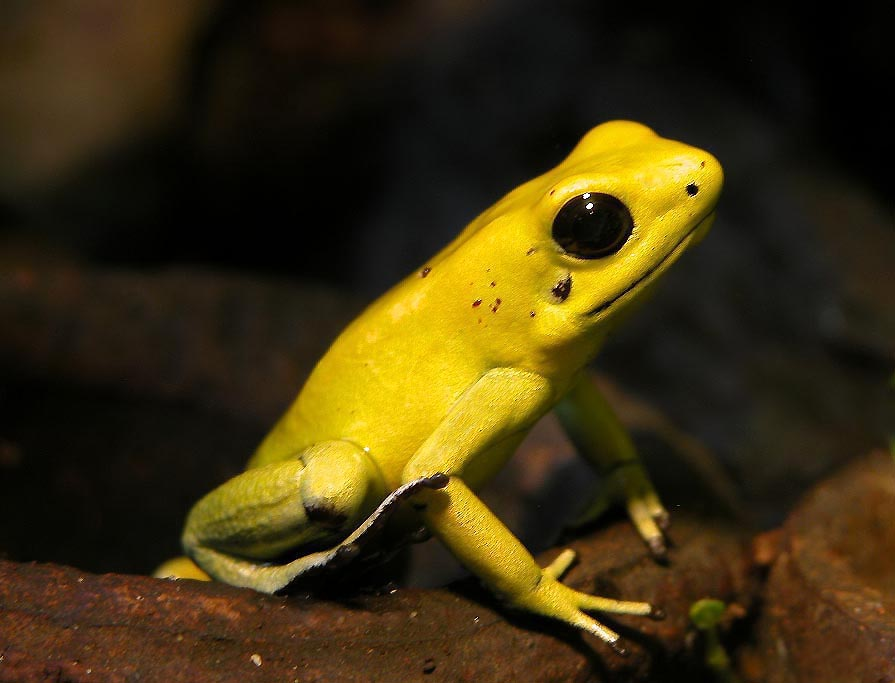
Phyllobates terribilis (Dendrobatidae), une des espèces les plus venimeuses au monde
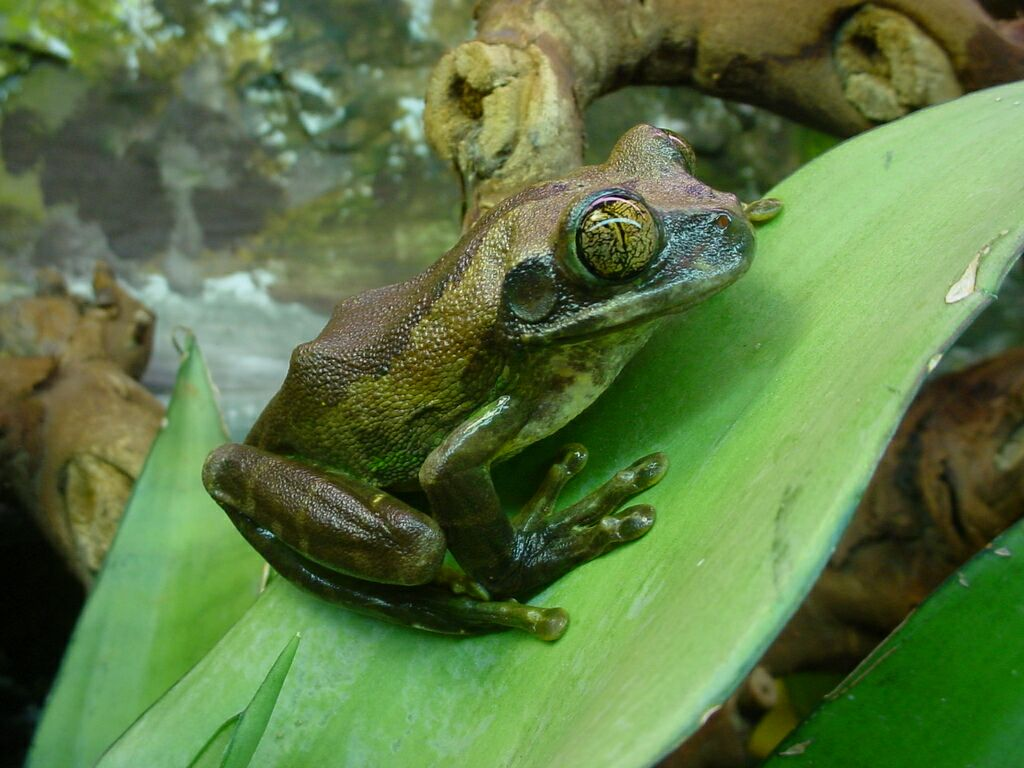
Leptopoelis vermiculatus (Hyperoliidae)
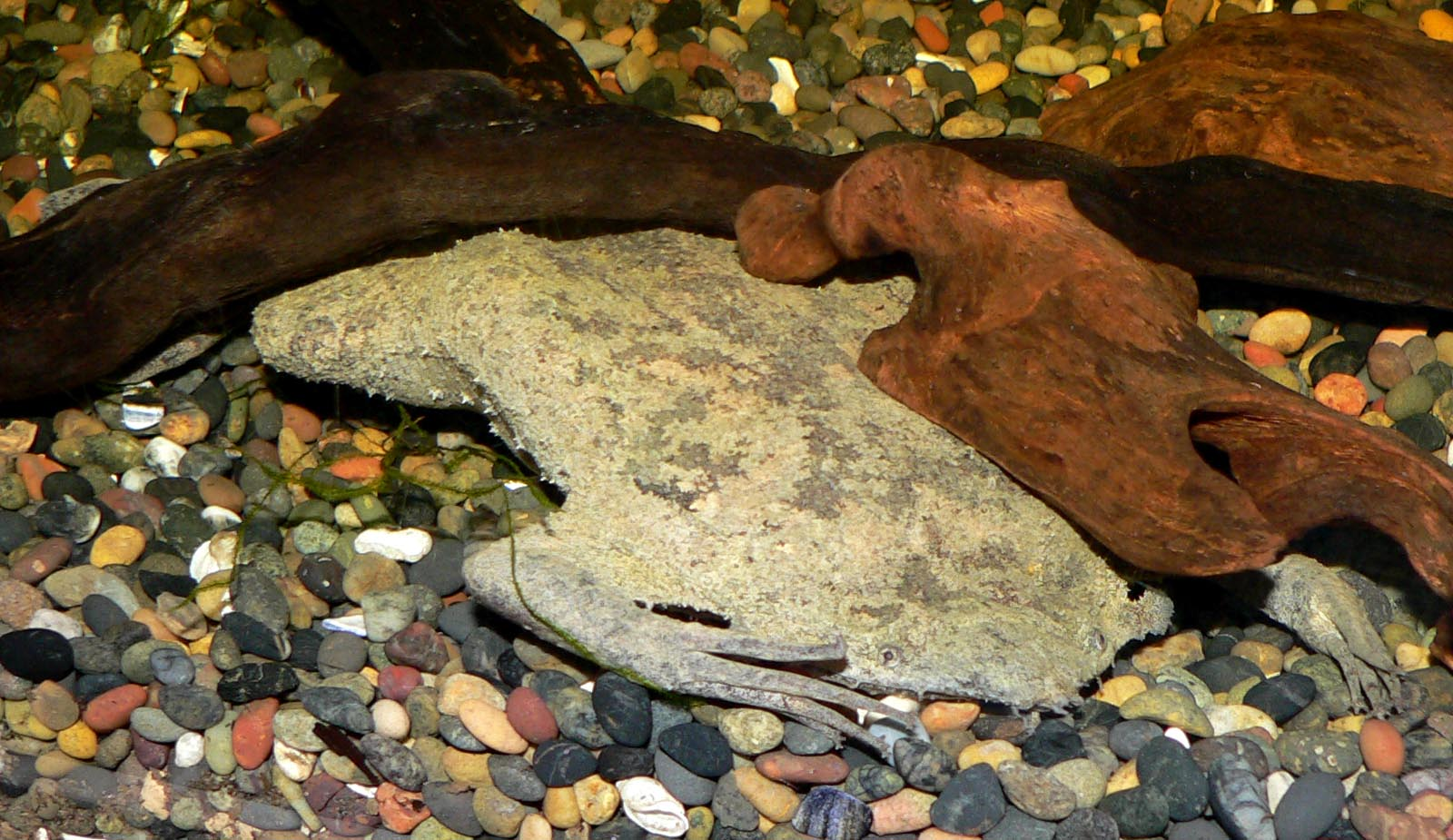
Pipa pipa (Pipidae)
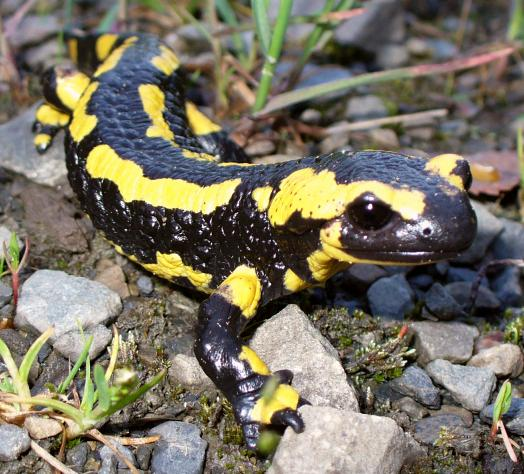
Salamandra salamandra (Salamandridae)
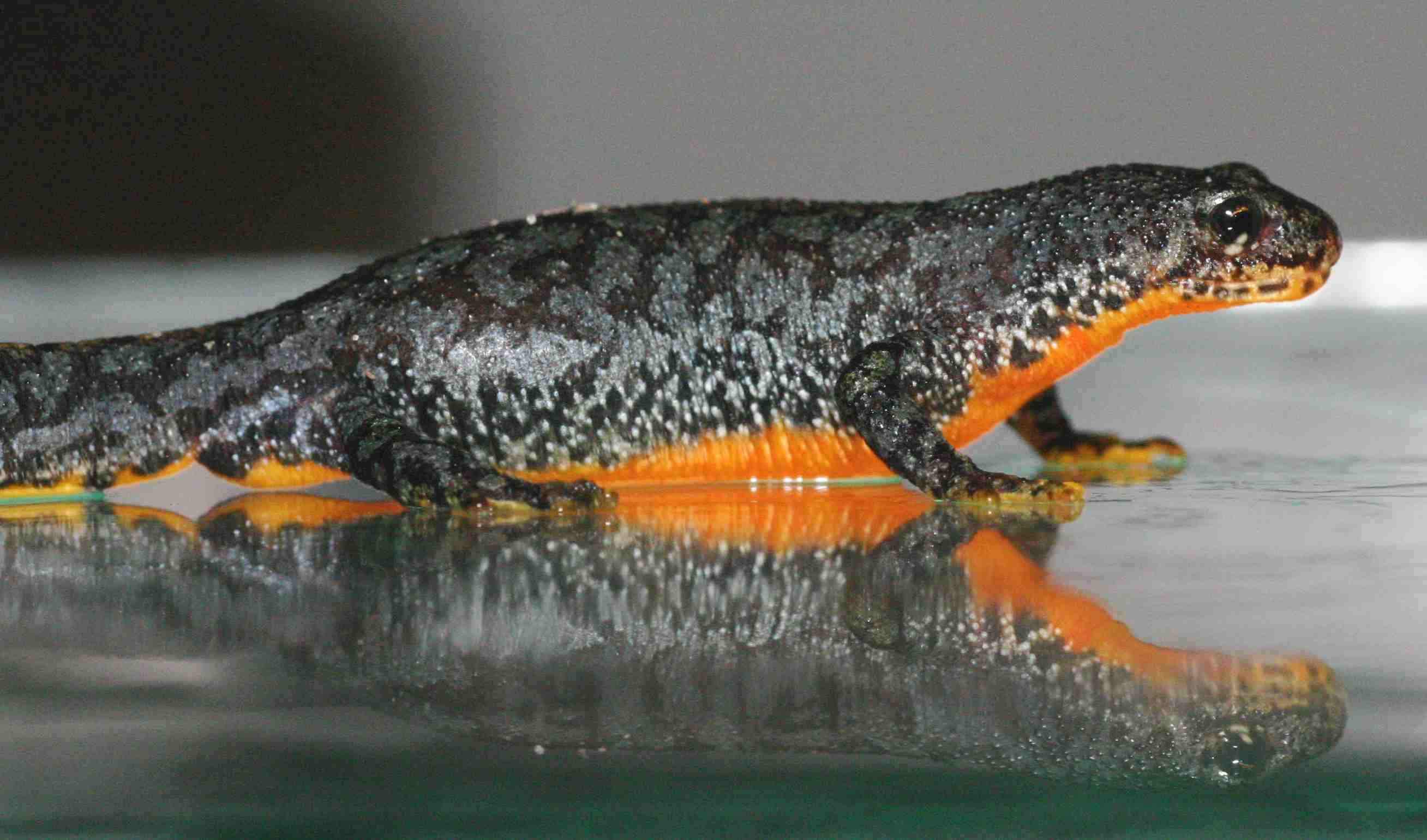
Triturus alpestris (Salamandridae)
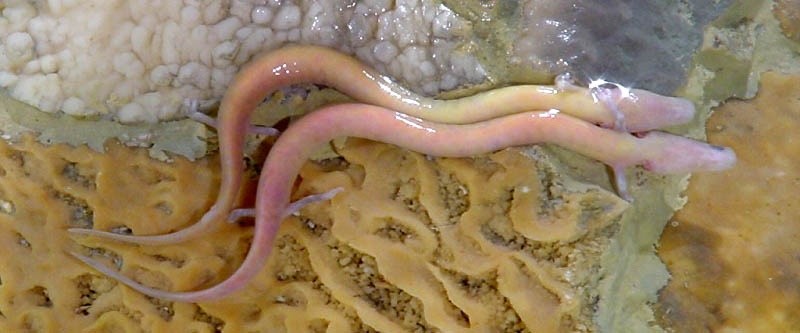
Proteus anguinus (Proteidae)
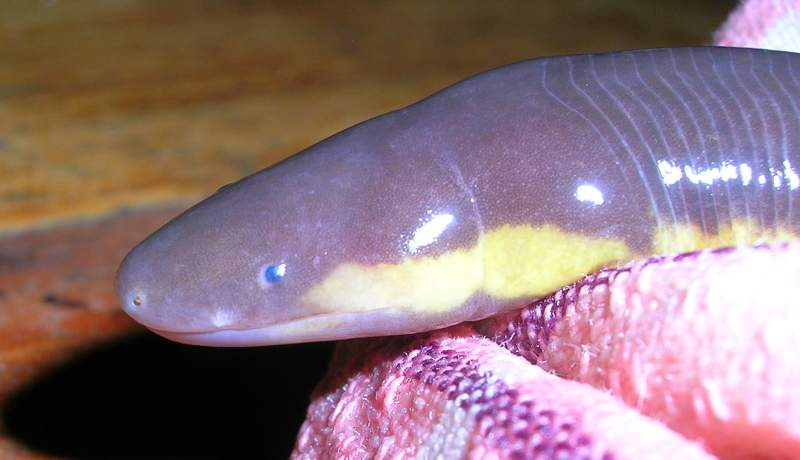
Ichthyophis sp. (Caeciliidae)

## Débat scientifique relatif à la phylogénie desLissamphibia
Le cladogramme ci-dessus reproduit la classification de Frost et al. 2006, à propos de laquelle l'invention de nouveaux noms a été contestée.

## En savoir plus

### Sources bibliographiques de référence
- Jason S. Anderson : « Focal Review: The Origin(s) of Modern Amphibians », in Evol. Biol., vol. 35, pp. 231-247, 2008
- Darrel R. Frost, Taran Grant, Julián Faivovich, Raoul H. Bain, Alexander Haas, Célio F.B. Haddad, Rafael O. de Sá, Alan Channing, Mark Wilkinson, Stephen C. Donnellan, Christopher J. Raxworthy, Jonathan A. Campbell, Boris L. Blotto, Paul Moler, Robert C. Drewes, Ronald A. Nussbaum, John D. Lynch, David M. Green et Ward C. Wheeler : « The Amphibian Tree of Life »(Archive.org • Wikiwix • Archive.is • Google • Que faire ?), Bulletin of the American Museum of Natural History, n° 297, 370 pages, 2006